# Bobby Jones – Die Golflegende
Bobby Jones – Die Golflegende ist die Verfilmung des Lebens des Golfspielers Bobby Jones, der den Grand Slam, die U.S.- und British Open und die U.S. Amateur in einem Jahr gewinnt. Diese Leistung blieb bis heute unerreicht.

## Handlung
Im Jahr 1936 macht der Golfer Bobby Jones auf seiner Reise zu den Olympischen Spielen in Berlin einen Zwischenstopp in Schottland, um den Old Course in St. Andrews zu besuchen. Besorgt über seinen Empfang, wird er von vielen Zuschauern herzlich begrüßt, von denen einige ihre lokalen Geschäfte für den Tag geschlossen haben, um ihn spielen zu sehen.
Die Szene wechselt nach Atlanta, Georgia, wo Jones als kleiner Junge seinen Vater „Colonel“ Jones beim schlechten Golfspiel beobachtet. Je mehr der junge Bobby zusieht, desto mehr eifert er den besseren Spielern nach, die er sieht, wie z. B. Stewart Maiden, einem Clubprofi, der ursprünglich aus Schottland stammt. Als er 14 Jahre alt ist, gewinnt Jones 1916 die Georgia State Amateur Championship und erreicht im selben Jahr das Viertelfinale der U.S. Amateur. Namhafte Sportjournalisten der damaligen Zeit wie O.B. Keeler und Grantland Rice interessieren sich für ihn.
Als sich der Erste Weltkrieg dem Ende zuneigt, nimmt Jones an Kriegswettkämpfen mit mehreren berühmten Golfern teil, darunter der farbige Walter Hagen, der schließlich Bobbys Hauptrivale auf dem Golfplatz wird. Er besucht auch die Georgia Tech, wo er ein Diplom erhält und Mary Malone kennenlernt, die er schließlich heiratet. Trotz seines großen Könnens als Golfer hat er auch ein heißes Temperament, das sein Spiel und seinen Ruf beeinträchtigt. Bei seinem ersten Auftritt in St. Andrews, 1921, verlässt Jones nach 11 Löchern der dritten Runde den Platz und drückt damit seine Abneigung gegen den Platz aus. Sein Idol Harry Vardon, der im Laufe seiner Karriere sechsmal die Open Championship gewinnen sollte, ermahnt Bobby, niemals aufzugeben, vor allem nicht in St. Andrews, das er für den größten Golfplatz überhaupt hält.
Im Jahr 1923 überwindet Jones schließlich seine Probleme mit dem Temperament und gewinnt seine erste große Meisterschaft bei den U.S. Open, indem er Bobby Cruickshank in einem Stechen besiegt. In den folgenden Jahren folgt ein großer Erfolg, als Bobby 2 weitere U.S. Open, 4 U.S. Amateurs und 2 Open Championships bis 1929 gewinnt. Während dieser Zeit besuchte Jones das Harvard College und später die Emory University School of Law und wurde von Beruf Anwalt (was der Wunsch seines Großvaters war), ohne jemals Profi-Golfer zu werden. Um 1930 beginnt Jones, das Interesse am Turniergolf zu verlieren. Er erzählt Mary, dass es sein letztes Ziel ist, alle 4 Majors im selben Jahr zu gewinnen und sich dann zur Ruhe zu setzen. In diesem Jahr erreicht Jones dieses Ziel und wird der erste und bis heute einzige Golfer, der den Kalender-Grand-Slam gewinnt. Kurz darauf hält Bobby Jones sein Wort und schockiert die Sportwelt, indem er sich mit nur 28 Jahren vom Turniergolf zurückzieht.
Eine Titelkarte verrät, dass Jones nach seinem Rücktritt weiterhin Beiträge zum Golfsport leisten würde, wie z. B. die Gründung des Augusta National Golf Club und The Masters. Während des Zweiten Weltkriegs diente er bei den United States Air Forces. Im Jahr 1948 wurde bei Jones eine Syringomyelie diagnostiziert, die ihn für den Rest seines Lebens bis zu seinem Tod im Jahr 1971 lähmte.

## Kritiken
„Es fehlt das Feuer, es fehlt die Leidenschaft, es fehlt an Dramatik. Ein Film ohne Aussagekraft, ohne Strahlkraft, übrig bleibt eine elegische, langatmige Hommage.“